# Antonio Ortiz García
Antonio Ortiz García (Sevilla, 1947) es un arquitecto español, que forma parte del estudio de arquitectura Cruz y Ortiz, junto a Antonio Cruz.

## Biografía
Titulado por la ETSAM en 1971, comienza en ese mismo año su colaboración profesional con Antonio Cruz.

### Experiencia docente
- 1974-1975 Profesor de Proyectos en la ETSA Sevilla.
- 1987-1989 Profesor invitado de Proyectos en el Eidgenössische Technische Hochschule (ETH), Zürich.
- 1989-1990 Profesor invitado de Proyectos en la Graduate School of Design, Harvard University.
- 1992 Profesor invitado de Proyectos en el Department of Architecture, Cornell University.
- 1992-1993 Profesor invitado de Proyectos en la École Polytechnique Fédérale de Lausanne (EPFL).
- 1994-1995 Profesor invitado de Proyectos en la Graduate School of Design, Harvard University.
- 1995-1996 Profesor invitado de Proyectos en la Escuela de Arquitectura, Universidad de Navarra, Pamplona.
- 1998 Profesor invitado de Proyectos, Graduate School of Design, Columbia University.
- 2000-2001 Profesor invitado, Escuela de Arquitectura de la Universidad de Navarra.
- 2002 Kenzo Tange Visiting Design Critic, Graduate School of Design, Harvard University.
- 2004 Profesor honorario de la Universidad de Sevilla.